# Xerotus
Xerotus is een geslacht van schimmels behorend tot de familie Polyporaceae. De typesoort is Xerotus afer.

## Soorten
Volgens Index Fungorum telt het geslacht 17 soorten (peildatum maart 2023):
| Soortnaam                | Auteur(s)           | Publicatiejaar |
| ------------------------ | ------------------- | -------------- |
| Xerotus afer             | Fr.                 | 1828           |
| Xerotus atropurpureus    | Speg.               | 1912           |
| Xerotus atrovirens       | Massee              | 1899           |
| Xerotus berteroi         | Mont.               | 1850           |
| Xerotus changensis       | Rostr.              | 1902           |
| Xerotus cinnamomeus      | Ramsb.              | 1917           |
| Xerotus echinosporus     | Henn.               | 1904           |
| Xerotus fuliginosus      | Berk. & M.A. Curtis | 1860           |
| Xerotus javanicus        | Ade                 | 1932           |
| Xerotus luteolus         | Pat.                | 1907           |
| Xerotus madagascariensis | Pat.                | 1924           |
| Xerotus martinicensis    | Pat.                | 1903           |
| Xerotus mauryi           | Pat.                | 1898           |
| Xerotus philippensis     | Lloyd               | 1919           |
| Xerotus poilanei         | Pat.                | 1927           |
| Xerotus porteri          | Speg.               | 1918           |
| Xerotus virgineus        | Rick                | 1930           |